# سلام نماستي (فلم)
سلام نماستي (بالهندية: सलाम नमस्ते) (بالإنجليزية: Salaam Namaste) هو فيلم كوميدي درامي رومانسي هندي صدر عام 2005 من تأليف وإخراج سيدهارث أناند في أول تجربة إخراجية له ومن إنتاج أديتيا تشوبرا تحت إشراف شركة ياش راج فيلم. الفيلم من بطولة سيف علي خان وبريتي زينتا في الأدوار القيادية، إلى جانب طاقم دعم من أرشد وارثي، تانيا زيتا وجوغال هانسراج. تم إصدار الفيلم في 9 سبتمبر 2005، وكان أول فيلم هندي يتم تصويره بالكامل في أستراليا. 
تدور أحداث الفيلم حول قصة شابين هنديين عصريين، نيك وأمبار، اللذين تركا منزليهما لبدء حياة خاصة بهما في ملبورن، أستراليا. تحكي القصة عن عام واحد من حياتهم، يتعاملون فيه مع مشاكلهم وعلاقاتهم، من لقائهما الأول في حفل زفاف، إلى قرارهما بالانتقال للعيش معًا دون زواج، إلى انفصالهما عند اكتشافهما أن أمبار حامل.

## حبكة
نيخيل "نيك" أرورا (سيف علي خان) وأمبار "أمبي" مالهوترا (بريتي زينتا) هما هنديان ليبراليان غادرا الهند للعيش في ملبورن، أستراليا. تم إرسال نيك في الأصل إلى الخارج ليصبح مهندسًا معماريًا، لكن شغفه الحقيقي هو الطبخ. بعد تخرجه، قام بتصميم مطعم، وتولى رئاسة الطهاة فيه. أثناء إقامته في منزله في بنغالور، رفض أمبار أكثر من اثنتا عشر عرض زواج. سافرت إلى أستراليا لبرنامج تبادل الطلاب لمدة عام، ثم قررت البقاء لتصبح طبيبة جراحة. وبعد أن سمع والداها هذا، تبرأوا منها. لدفع تكاليف تعليمها، تعمل كمذيعة في محطة إذاعية محلية، "سلام نماستي".
من المقرر أن يجري نيك مقابلة في برنامج سلام ناماستي، لكنه ينام أكثر من اللازم في المرة الأولى، ثم ينام مرة أخرى عندما يتم إعادة جدولة المقابلة، ويغضب أمبار ويهينه على الهواء. نيك يصبح مقدم الطعام في حفل زفاف تحضره أمبار. يقع صديقه المقرب رانجان "رون" (أرشد وارثي) في حب صديقة أمبار المقربة كاثي (تانيا زيتا) في حفل الزفاف. يشعر نيك بارتباط مع أمبار، على الرغم من أنهما ليس لديهما أي فكرة عن من هو الآخر حقًا. يتزوج رون وكاثي على عجل ويكتشف نيك وأمبار هوية كل منهما الحقيقية. نيك يجري مقابلة في برنامج سلام نماستي، حيث يذكر أنه يحب أمبار. يقع الزوجان في الحب ويقرران العيش معًا. على الرغم من أنهم خططوا للحفاظ على مسافة بين بعضهم البعض، إلا أنهم في النهاية مارسوا الحب. لاحقًا، تكتشف أمبار أنها حامل، ويقرران إنهاء الحمل لكنها لا تستطيع الاستمرار في ذلك. يتجادل الزوجان وينفصلان.
على مدى الأشهر الخمسة التالية، حدثت بينهما عدة خلافات مضحكة. أثناء إحدى المناقشات، يركل الطفل للمرة الأولى ويدرك نيك أنه لا يزال يحب أمبار. تطلب أمبار من نيك إجراء فحص دم لأنها مصابة بمرض الثلاسيميا الصغرى، وإذا كان هو أيضًا مصابًا بالمرض، فسوف تكون هناك مضاعفات. يجري نيك فحص الدم ويكتشف أن أمبار تحمل توأمًا. في طريق العودة إلى المنزل، يدرك نيك أنه ترك أمبار وحدها طوال فترة الحمل عندما كانت في أمس الحاجة إليه. يقرر الالتزام بها وبأطفالهما ويذهب لشراء خاتم الخطوبة. في المتجر، يرى أمبار تجرب الخواتم مع صديقتها، جيجنيش. يعتقد أنها ستتزوج من جيجنيش ويشعر بالحزن. في حالة سُكر، يأخذ إلى منزله فتاة مخمورة من البار تدعى ستيلا. في صباح اليوم التالي، أخبرت ستيلا نيك بغضب أن كل ما فعله نيك في الليلة السابقة هو البكاء على أمبار. يشعر نيك بالارتياح، لكن أمبار ترى ستيلا في غرفة النوم وتفترض أنهما ناما معًا. يكتشف نيك أن أمبار كانت تجرب الخواتم لصديقة جيجنيش، تينا. يبحث عن أمبار بمساعدة العديد من مستمعي سلام نماستي المخلصين. يجدها ويعتذر لها ولكن مياه أمبار تنكسر ويسرعون إلى المستشفى.
في المستشفى، رون موجود هناك مع كاثي، التي تلد أيضًا، والممرضة هي ستيلا. وهي تخبر أمبار أن نيك لم يفعل أي شيء في الليلة السابقة وهو في حب أمبار. يلتقون بطبيب التوليد الدكتور فيجاي (أبهيشيك باتشان)، الذي يتبين أنه طبيب كوميدي وغير كفء، لكنه رغم ذلك يتمكن من توليد الأطفال. قبل الولادة، تقدم نيك بطلب الزواج منها، فوافقت بكل سرور. وينتهي الفيلم بمشهد نيك وأمبار يرحبان بتوأمهما.

## الممثلون
- سيف علي خان في دور نيخيل "نيك" أرورا
- بريتي زينتا في دور أمبار "أمبي" مالهوترا
- أرشد وارسي في دور رانجان "رون" ماثور
- تانيا زيتا في دور كاثي ماثور
- جوجال هانسراج في دور جيغنيش "جيري" بانديا
- أبهيشيك باتشان في دور الدكتور فيجاي كومار MDGGO (ظهور قصير)
- جاويد جعفري في دور جاجو ياداف المعروف أيضًا باسم التمساح دندي
- كونال فيجايكار في دور ديبان ناير / ديبونير
- رافي خوت في دور أسلم ديكا (صاحب مطعم Nick of Time)
- سيدهارث أناند في دور سائق التاكسي (ظهور خاص)
- ماريا جوريتي بدور سيدة في المكتبة (ظهور خاص)
- نيس واديا في دور الرجل الذي يقرأ الصحيفة في الحافلة (ظهور خاص)
- جيسيكا كريك في دور السيدة التي تلد
- كافيتا كابور في دور الدكتورة ريما ديساي
- لوكاس كامبل في دور الرجل الذي يتحدث إلى "نيك" في بار
- أندرو ويلوكس كأستاذ الطب
- بوني هيل في دور ستيلا

## الموسيقى التصويرية
يحتوي الفيلم على سبع أغنيات من تأليف الثنائي فيشال-شيخار. تم إصدار موسيقى الفيلم في 3 أغسطس 2005. تتضمن الموسيقى 4 أغاني و 2 ريمكسات. كلمات الأغنية من تأليف جايديب ساهني. وفقًا لموقع التجارة الهندي شباك التذاكر الهند، مع بيع حوالي 1400000 وحدة، كان ألبوم الموسيقى التصويرية للفيلم هو الثالث عشر الأكثر مبيعًا في العام. 
| #  | عنوان                                                | المدة |
| -- | ---------------------------------------------------- | ----- |
| 1. | "Salaam Namaste (Title Track)"                       | 04.37 |
| 2. | "Tu Jahan"                                           | 05.15 |
| 3. | "My Dil Goes Mmmm"                                   | 07.34 |
| 4. | "What's Going On?"                                   | 04.41 |
| 5. | "My Dil Goes Mmmm (English Club Mix)"                | 04.08 |
| 6. | "Salaam Namaste (Title Track - Dhol Mix)"            | 03.54 |
| 7. | "My Dil Goes Mmmm (English Club Mix - Instrumental)" | 04.08 |

## المواضيع
تناول الفيلم مواضيع مثل العيش المشترك، والجنس قبل الزواج، والحمل، و"الصراع بين الحياة المنزلية والحرية الفردية". وأشار المؤلفان سناتشاري دي وأميت ساروال إلى أن الفيلم يقدم "الحلم الأسترالي" كبديل للحلم الأمريكي. وأشاروا أيضًا إلى أن الحمل قبل الزواج لم يكن محظورًا في الفيلم كما هو متوقع من فيلم يتضمن شخصيات هندية.  كتب سوبهاش ك. جها أيضًا: "تحت القشرة النابضة بالحياة، يقدم الفيلم تعليقًا واضحًا وجادًا للغاية حول رهاب الالتزام، وخاصة بين الذكور الحضريين الطموحين الذين يفضلون الحصول على كعكتهم والنوم بها أيضًا." 

## يطلق
كان فيلم سلام نماستي هو الفيلم الهندي الأعلى ربحًا في السوق الخارجية.   حقق الفيلم إيرادات بلغت 572 مليون روبية هندية (9٫5 مليون دولار أمريكي) في جميع أنحاء العالم.
عزا فران بيلي، وزير الأعمال الصغيرة والسياحة الأسترالي في ذلك الوقت، نمو السياحة الهندية إلى أستراليا بنسبة 21% إلى نجاح الفيلم: "تتلقى أستراليا قدرًا هائلاً من التعرض من خلال فيلم سلام نماستي، أحدث أفلام بوليوود الناجحة التي تم تصويرها بالكامل في موقع في فيكتوريا". 

## روابط خارجية
- مقالات تستعمل روابط فنية بلا صلة مع ويكي بيانات